# Bund Deutscher Schiedsmänner und Schiedsfrauen
Der Bund Deutscher Schiedsmänner und Schiedsfrauen e.V. (BDS) mit Sitz in Bochum ist der Bundesverband der Schiedsmänner und Schiedsfrauen. Er untergliedert sich analog zur Gliederung der Landgerichtsbezirke in 12 Landesvereinigungen und 77 Bezirksvereinigungen. In Bayern, Baden-Württemberg, Bremen und Hamburg ist der BDS und somit die dort tätigen Schiedspersonen nicht vertreten.
Der Verband organisiert insbesondere die Aus- und Weiterbildung der ehrenamtlich tätigen Schiedsleute, die für die außer- und vorgerichtliche Streitschlichtung und den Täter-Opfer-Ausgleich von Bedeutung sind und vertritt ihre Interessen. Z.B. in Berlin ist er auch an der Auswahl neuer Schiedspersonen beteiligt.